# Parc national d'Unzen-Amakusa
Le parc national d'Unzen-Amakusa (雲仙天草国立公園, Unzen-Amakusa kokuritsu kōen) est un parc national japonais situé sur l'île de Kyūshū. Il a été fondé le 16 mars 1934 et couvre une surface terrestre de 282,89 km2.
Le parc se compose du mont Unzen, un volcan actif, et des îles d'Amakusa.